# Øster Assels Sogn
Øster Assels Sogn var et sogn i Morsø Provsti (Aalborg Stift).
I 1800-tallet var Vester Assels Sogn anneks til Øster Assels Sogn. Begge sogne hørte til Morsø Sønder Herred i Thisted Amt. Øster Assels-Vester Assels sognekommune blev ved kommunalreformen i 1970 indlemmet i Morsø Kommune.
Sognet blev den 1. januar 2022 sammenlagt med  Blidstrup Sogn under navnet Øster Assels-Blidstrup Sogn.

I Øster Assels Sogn ligger Øster Assels Kirke.
I sognet findes følgende autoriserede stednavne:
- Hestør Odde (areal, bebyggelse)
- Lund (bebyggelse, ejerlav)
- Rotholme (areal)
- Sillerslev (bebyggelse, ejerlav)
- Sillerslev Øre (areal)
- Sillerslevøre (bebyggelse)
- Sønderby (bebyggelse)
- Øster Assels (bebyggelse, ejerlav)